# Viamala (ravin)
Viamala är en ravin i Schweiz.   Den ligger i kantonen Graubünden, i den östra delen av landet, 160 km öster om huvudstaden Bern. Viamala ligger 939 meter över havet.
Terrängen runt Viamala är huvudsakligen mycket bergig. Viamala ligger nere i en dal. Närmaste större samhälle är Domat, 19,3 km norr om Viamala. 